# Kamaru Usman
Kamarudeen 'Kamaru' Usman (Auchi, 11 mei 1987) is een Nigeriaans-Amerikaanse MMA-vechter. Hij was van 2 maart 2019 tot 20 augustus 2022 wereldkampioen weltergewicht (tot 77 kilo) bij de UFC.

## Carrière
Usman werd geboren in Nigeria als zoon van een Nigeriaanse militair. Hij verhuisde in zijn kindertijd met zijn familie naar de Verenigde Staten. Toen hij op de middelbare school zat, begon hij met worstelen. Dit deed hij daarna ook voor William Penn University en de University of Nebraska at Kearney. Na een aantal aan die sport gerelateerde blessures, stapte hij over naar MMA.

### MMA
Usman debuteerde op 30 november 2012 als professioneel MMA-vechter met een overwinning op David Glover. Hij sloeg hem vlak voor het einde van de tweede ronde technisch knock-out (TKO). Zijn tweede partij leverde hem zijn eerste nederlaag op. Jose Caceres nam hem na nog geen vier minuten in de eerste ronde van hun partij in een verwurging (rear-naked choke) die hem dwong af te kloppen. Hij won zijn volgende vier partijen allemaal door middel van TKO. 
Usman werd in 2015 geselecteerd voor seizoen 21 van The Ultimate Fighter. Hierin namen acht weltergewichten van zijn sportschool Blackzilians uit Florida het op tegen een team van staatsgenoot American Top Team. Hij won allebei zijn gevechten (van Michael Graves en Steve Carl). Daarna verkozen zijn teamgenoten hem om hun ploeg te vertegenwoordigen in de finale. Hierin versloeg hij ook de eveneens tweevoudig winnaar van American Top Team, Hayder Hassan (verwurging middels een arm-triangle choke)).

### UFC-kampioen
Usman kreeg na zijn prestaties in The Ultimate Fighter een contract bij de UFC. Hij debuteerde op 19 december 2015 voor de organisatie met een overwinning op Leon Edwards (unanieme jurybeslissing). Dit was zijn zesde overwinning in een officiële profpartij op rij. Die reeks bouwde hij in zijn volgende vijf wedstrijden uit tot elf. Usman won in 2018 vervolgens ook van de als nummer #5 gerangschikte weltergewicht Demian Maia en de als nummer #3 gerangschikte Rafael dos Anjos. Hiermee verdiende hij een titelgevecht tegen regerend kampioen Tyron Woodley. Dit vond plaats op 2 maart 2019. Usman won die dag alle vijf de rondes van de partij, waarna de jury hem unaniem uitriep tot nieuwe UFC-kampioen weltergewicht.
Usman slaagde er op 14 december 2019 in om zijn titel voor de eerste keer te verdedigen. Colby Covington hield het tot ruim vier minuten in de vijfde ronde vol. Toen Usman hem vervolgens neersloeg en op hem af dook, beëindigde de arbitrage het gevecht en won Usman op basis van een TKO.
Op zaterdag 11 juli 2020 verdedigde Usman op UFC Fight Island voor de tweede keer zijn titel. Ditmaal tegen Jorge Masvidal. Zo prolongeerde hij zijn ongeslagen reeks in de UFC tot twaalf. Middels het gebruik van Usman kenmerkende technieken zoals worstelen en 'stompen' op de voeten wist hij de toon van het gevecht te zetten.
Zijn volgende titelverdediging was sneller voorbij. Op 13 februari 2021 won hij na 34 seconden van de derde ronde via TKO van voormalig ploeggenoot Gilbert Burns, zijn dertiende overwinning op rij in de UFC. Usman versloeg daarna opnieuw Masvidal (OK) en ook Covingtington nogmaals (unanieme jurybeslissing). Toen hij op 20 augustus 2022 voor de zesde keer zijn titel probeerde te verdedigen, ging het mis. Leon Edwards trapte hem in hun tweede onderlinge gevecht met een schop tegen het hoofd in de vijfde ronde KO. Hij kreeg in maart 2023 de kans om zijn titel terug te veroveren in een rematch tegen Edwards, maar verloor opnieuw. Deze keer kwam na vijf ronden de jury er aan te pas om te beslissen dat zijn tegenstander de titel mocht houden. Usman verloor in oktober 2023 voor de derde keer op rij, deze keer in een partij in het middengewicht tegen Khamzat Chimaev.

### Overig werk
In 2022 speelde Usman een officier van de marine in de film Black Panther: Wakanda Forever van Marvel Studios, die zich afspeelt binnen het Marvel Cinematic Universe.